# Enterocytozoon
Enterocytozoon är ett släkte av svampar. Enterocytozoon ingår i familjen Enterocytozoonidae, ordningen Microsporida, klassen Microsporea, divisionen Microspora och riket svampar.
| Enterocytozoon | \| \| Enterocytozoon bieneusi \| \| \| \| |
|                | \| \| Enterocytozoon bieneusi \| \| \| \| |
|                | Enterocytozoon bieneusi                   |
|                |                                           |

|  | Enterocytozoon bieneusi |
|  |                         |